# 郭曜
郭曜（8世纪？—783年），唐朝华州郑县人，郭子仪长子。

## 生平
郭曜性情孝友廉谨，生性沉稳安静，相貌魁伟。多次被节度府辟署，破敌有功，为开阳府果毅都尉。官至太子宾客。至德初年，以郭子仪之功，授卫尉卿，进太子詹事、太原郡公。广德二年（764年）十月，仆固怀恩引吐蕃、回纥、党项数十万南下，攻打邠州，郭子仪在泾阳，派长子朔方兵马使郭曜率师救援，与邠宁节度使白孝德闭城拒守。
郭子仪出征于外，留郭曜在家，老少千人，各得其所。诸弟奢侈，修别墅，装饰车马，郭曜以俭朴自处。建中初年，郭子仪罢兵权，唐德宗为其诸子加官，以郭曜为太子少保，兄弟六人，一道制书授官。郭子仪去世后，郭曜遵遗命，将玄肃代德四朝所赐名马珍玩，全部上献，德宗复赐，郭曜分给诸弟。郭曜袭代国公，实封二千户。杨炎、卢杞相继秉政，陷害勋族。郭子仪之婿太仆卿赵纵、少府少监李洞清、光禄卿王宰，都以有人告发，相继贬黜。郭曜幸亏有宰相张镒庇护。奸人趁机议论要削夺其田宅奴婢，郭曜不敢上诉。德宗下诏，尚父郭子仪有大功，有司不得受理削夺其财产的议论。郭曜居丧得礼，就像儒家子弟，服丧没有结束就得病了，有人劝他吃葱薤，郭曜没有听从。在其父亲去世两年后，建中四年（783年）三月郭曜去世，谥号孝，赠太子太傅。以其弟郭暧袭代国公，郭曜的儿子郭鋒（郭鉾）袭一百户。

## 子孙
- 郭銳，嘉王府長史
- 郭鋒，光祿少卿
- 郭鏈
- 郭錡，京兆倉曹參軍
  - 郭璹，庶子
    - 郭唐夫，汜水令
      - 郭軫，檢校兵部尚書
      - 郭蘋，鳳翔少尹
      - 郭軺，太子率更令
      - 郭敻，虞鄉令

  - 郭珙，度支給納使、戶部尚書
    - 郭景初，雙流令
    - 郭漢夫，鳳翔功曹參軍
    - 郭磻，成州刺史
    - 郭堯夫，直羅令
      - 郭輦，太原少尹
      - 郭慶裕，新繁令

  - 郭㻌，濮州刺史
    - 郭端夫，太原令
      - 郭彥崇，上津令
      - 郭在徽，衛尉少卿
      - 郭在巖，三水令
      - 郭在微，右千牛統軍

  - 郭珮，通州刺史
  - 郭𤪪，檢校右僕射
    - 郭巢潁，著作郎
    - 郭封潁，簡州刺史
    - 郭棲潁，太子司議郎
    - 郭紳，右贊善大夫
    - 郭績，天興令
    - 郭緄，右金吾將軍
    - 郭總，尚輦奉御
    - 郭紘，祕書丞
    - 郭繢，太子家令